# タスカルーサ駅
タスカルーサ駅（英語：Tuscaloosa Station）は、アメリカ合衆国アラバマ州タスカルーサ グリーンズボロ・アヴェニュー2105にある駅。 全米各地を結ぶ旅客鉄道のアムトラックが乗り入れている。

## 概要
当駅はサザン鉄道によりダウンタウンから約1.6kmの所に1873年に建設された駅舎の代替としての駅として1911年に建てられた。アムトラックの待合室に加えて、ノーフォーク・サザン鉄道の事務所も入居している。

## 利用可能な鉄道路線／列車
アムトラックの停車する列車は下記の通り。
ニューヨークとニューオーリンズ間の夜行長距離列車クレセント号…1日1往復停車

## バス
当駅から乗車できるバスは以下の通り。
路線バス：タスカルーサ交通局(Tuscaloosa Transit Authority)